# 슬로바키아의 로마 가톨릭교회
이 문서는 슬로바키아의 로마 가톨릭교회 문서이다. 전체 국민의 60%가 가톨릭 신자이다.

## 같이 보기
- 슬로바키아 그리스 가톨릭교회
- 슬로바키아의 로마 가톨릭 교구 목록